# Семнадцать провинций
Семнадцать провинций — независимое объединение в Нижних землях в XV и XVI веках, приблизительно покрывающие территории современных Нидерландов, Бельгии, Люксембурга, некоторой части северной Франции (Артуа, Нор) и небольшой части западной Германии.
Изначально Семнадцать провинций принадлежали герцогам Бургундии из династии Валуа (Бургундские Нидерланды), а позднее — Габсбургам, сначала по испанской, а потом по австрийской линии. С 1512 года провинции переформировались в крупную часть Бургундского округа Священной Римской империи. В 1549 году Карл V издал Прагматическую санкцию, выделившую Семнадцать провинций из состава Священной Римской империи и сделавшую их наследственными владениями дома Габсбургов.

## Состав
Карта соответствует следующим провинциям:
1. Графство Артуа
2. Графство Фландрия, включая Лилль, Дуэ, Орши, сеньорию Турне и Турнези[англ.]
3. Сеньория Мехелен
4. Графство Намюр
5. Графство Геннегау
6. Графство Зеландия
7. Графство Голландия
8. Герцогство Брабант
9. Герцогство Лимбург
10. Герцогство Люксембург
11. Утрехтское епископство, позднее — сеньория Утрехт
12. Сеньория Фрисландия
13. Герцогство Гельдерн
14. Сеньория Гронинген
15. Ландшафт Дренте, Линген, Ведде[англ.] и Вестервальд.
16. Сеньория Оверэйссел
17. Графство Зютфен[нидерл.]